# Lăcusteni (okręg Vâlcea)
Lăcusteni – wieś w Rumunii, w okręgu Vâlcea, w gminie Lăcusteni. W 2011 roku liczyła 331 mieszkańców.